# Maison Boiteux
Pour les articles homonymes, voir Boiteux.
La maison Boiteux, est une habitation du XVIe siècle, inscrit aux monuments historiques français sur la commune de Bief dans le département du Doubs en France.

## Histoire
La maison est datée du XVIe siècle et est représentatif de l'habitat rural de la région de Saint-Hippolyte (présence de tuyé en Pierre).
Par arrêté du 27 décembre 2002, la maison est inscrite au titre des monuments historiques.

## Localisation
La maison est située à l'intérieur du village de Bief sur la route départementale 294.

## Architecture

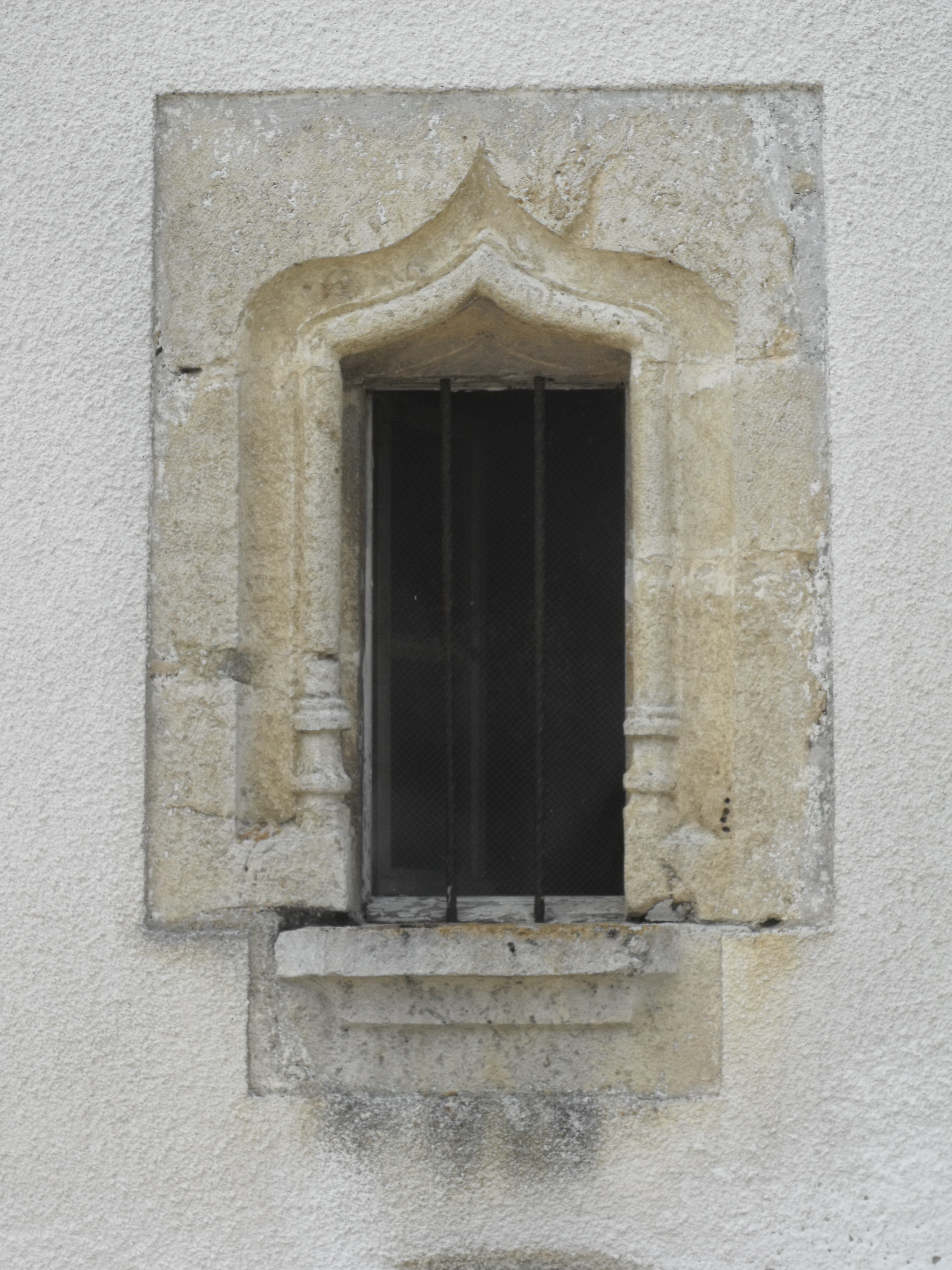
Détail d'une fenêtre.

Des éléments inhabituels pour la région laissent penser que la maison fut originellement destinée à un notable local. De plan rectangulaire et montée sur deux niveaux, elle abrite au même endroit la partie destinée à l'habitation et la partie destinée à l'agriculture. Elle possède un pavillon formant avant-corps et, originellement, le toit était recouvert de lave.